# 楊璨
楊璨（1473年—？），字仲玉，直隸松江府華亭縣人，匠籍，明朝政治人物。

## 生平
弘治十七年（1504年）甲子科應天鄉試第二十三名舉人，正德六年（1511年）中式辛未科會試第一百八十八名，三甲第二十二名進士。授桐鄉縣知縣，升南京吏部主事，嘉靖六年（1527年）七月升尚寶司少卿，七年（1528年）五月升應天府府丞。

## 家族
曾祖楊景高；祖父楊文信，義官；父楊雲，贈工部主事。母宋氏（封安人）。慈侍下。兄楊瑋（四川按察司副使），弟楊琦、楊璉。